# Swagelok
A Swagelok é uma empresa internacional de capital fechado, com foco na fabricação e venda de componentes de sistemas de gás e fluido, como acessórios para tubos, válvulas, tubos, mangueiras e medidores. Foi fundada em 1947 por Fred A. Lennon em Cleveland, Ohio e em 1965, mudou-se para Solon, Ohio, onde permanece sua sede. Eles são mais conhecidos por criar o acessório de tubo de compressão Swagelok em 1959, um tipo de acessório comumente usado para a conexão de tubos de metal.

## História
A Swagelok foi fundada por Fred Lennon e Cullen Crawford em 1947. O nome Swagelok foi criado por Lennon e Crawford, para a invenção de Crawford de uma manta estanque à prova de vazamentos que formava tubos que mantinham a conexão no lugar. A Crawford Fitting Co., fabricou e vendeu os acessórios. Em 1948, Lennon comprou a participação de Crawford na empresa. Em 1955, a Cajon Company foi criada, adicionando acessórios para tubos à linha de produtos. A Swagelok também começou a fabricar no Canadá . Em 1957, a Nuclear Products Company (Nupro Company) foi adquirida. Em 1965, a Swagelok mudou sua sede de Cleveland, Ohio, para Solon, Ohio. Em 1972, a empresa se expandiu para o Japão. Em 1986, a Cajon Company (derivada dos nomes das crianças Lennon, Cathy e John Jr.), Whitey Company (apelido de Fred) e Sno-Trik Company (referência à frase comum: "Não é truque), foram todas unificadas sob o nome de empresas Swagelok. Swagelok tem mais de 3000 funcionários.[carece de fontes?]
Em 2002, a Jensen Fittings Corporation foi adquirida. Isso expandiu a Swagelok para os mercados biofarmacêutico, de alimentos, bebidas e sanitários. Em 2003, foi adquirida a Kenmac Ltd., na Ilha de Man. Em 2004, a empresa construiu uma área de 360 000 pés quadrados (33 400 m2)     "Order Fulfillment Center" em Solon, que foi ocupado em 2006. Em 2007, os ativos da Hy-Level Company foram adquiridos. Em 2008, a Coreflex LLC foi adquirida. Em 2009, a Swagelok adquiriu a RHPS BV dos Países Baixos. Em 2012, a Swagelok adquiriu os ativos da Innovative Pressure Technologies. Em 2018, a Swagelok adquiriu os ativos da Mansfield Screw Machine.

## Produtos

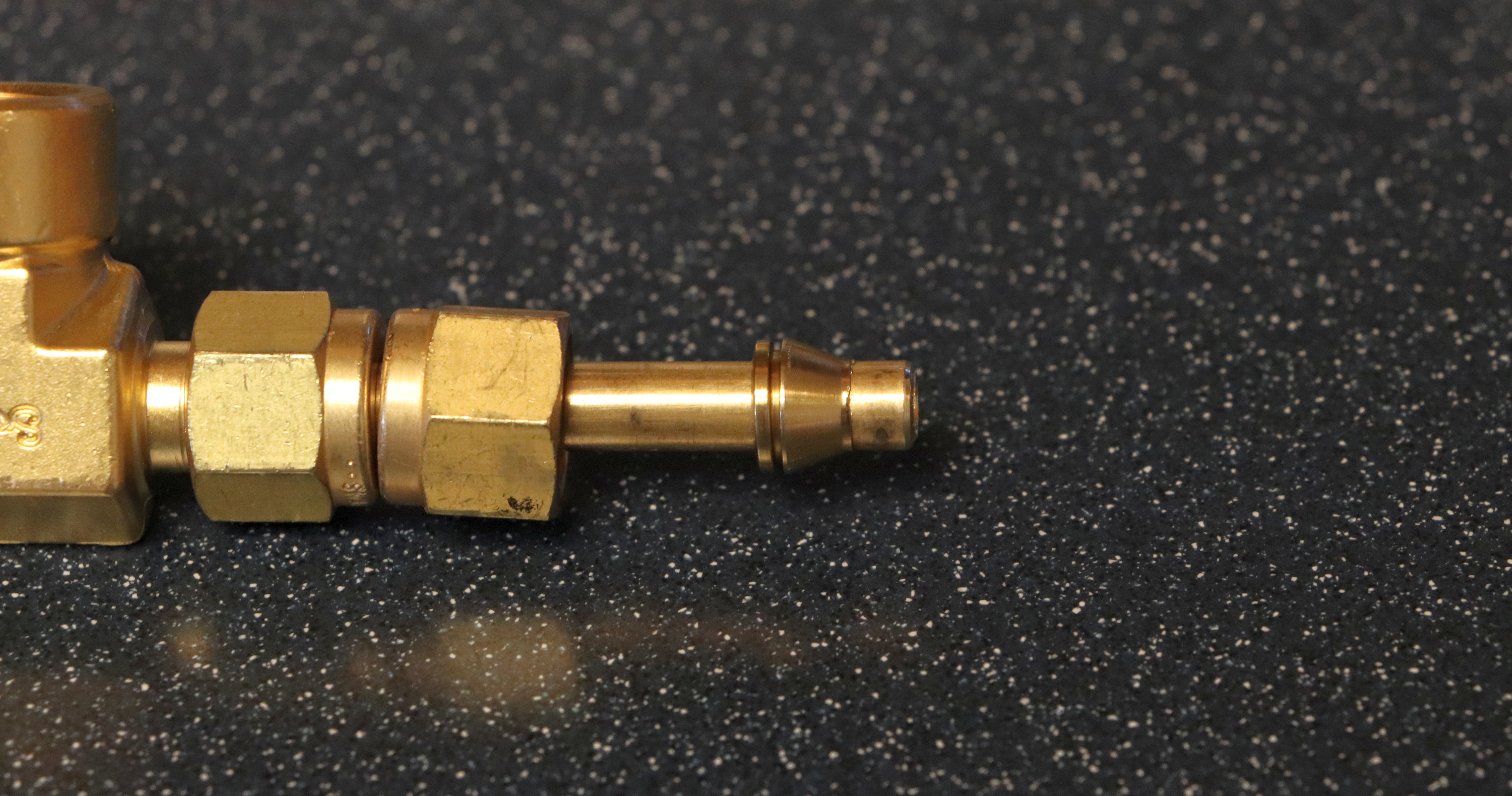
Uma conexão Swagelok de latão

A Swagelok fabrica milhares de produtos para muitas indústrias, incluindo combustíveis alternativos, química e petroquímica, geração de energia, produção de petróleo e gás, processamento químico, biofarmacêutico, pesquisa e fabricação de semicondutores. Esses produtos de solução para sistemas de fluidos incluem conexões para tubos, válvulas, reguladores e mangueiras.